# 伊地知純正
伊地知 純正（いじち すみまさ、1884年〈明治17年〉6月17日 - 1964年〈昭和39年〉8月11日）は、日本の英語学者、早稲田大学商学部教授・理事・名誉教授、日本商業英語学会理事。ペンネーム（略号）はE.D.T.。

## 来歴
1884年（明治17年）6月17日、宮崎県西諸県郡加久藤村（現在の宮崎県えびの市）にて、伊地知章平・たつ夫妻の間に生まれる。宮崎県立宮崎中学校3年の時、英文によって自分の意見を発表することを決意する。
1902年（明治35年）7月にあった旧制高等学校の入学試験を病気のために諦め、1903年（明治36年）9月の早稲田大学の編入試験を受けて早稲田大学商科高等予科に入学する。1904年（明治37年）、早稲田大学大学部商科に第一回生として入る。在学中はウィリアム・シェイクスピアやラフカディオ・ハーンに熱中し、1905年（明治38年）に教員となった武信由太郎に大きく影響を受ける。また、在学中に早稲田大学英語会を創立する。1907年（明治40年）に卒業する。
1908年（明治41年）に武信の紹介でジャパンタイムズに入社し、外務省掛として仕事をする。1909年（明治42年）から早稲田大学高等予科で講師となり英作文を教える。
1911年（明治44年）から1913年（大正2年）までイギリス、フランス、アメリカに留学する。イギリス滞在時には、英語・フランス語の音声学をダニエル・ジョーンズから学ぶ。アメリカ滞在時には、月刊誌“The Oriental Review”の記者を務める。
1914年（大正3年）に専任講師、1915年（大正4年）に教授となり英会話を担当する。1925年（大正14年）5月初旬に開講された英語専攻科の講師に嘱任される。
1933年（昭和8年）11月、商業英語研究会を創設する。1940年（昭和15年）、皇紀二千六百年奉祝を兼ねた早稲田大学創立六十周年記念事業の1つとして記念出版が行われ、薄田斬雲の『高田半峰片影』と共に、“The Life of Marquis Shigenobu Okuma : A Maker of New Japan”が出版される。
1945年（昭和20年）11月29日、早稲田大学体育会の復活に伴い体育会長となる。同年12月には早稲田大学の新体制推進に伴い、連合国軍最高司令官総司令部などの外部機関との折衝に当るための渉外部が新設され、渉外部長となる。1946年（昭和21年）7月5日、定時維持員会で早稲田大学理事に選出される。1949年（昭和24年）10月1日、早稲田大学第一商学部長に選任される。1954年（昭和29年）、早稲田大学を定年退職する。
1956年（昭和31年）7月から1962年（昭和37年）1月まで、『英語青年』誌上で“Business Writing”という英文添削指導記事を連載する。
1964年（昭和39年）8月11日、老衰のため死去、享年80歳。

## 人物
- 病や死去により“Business English Dictionary”の編纂や「明治維新史」の発表が中断されている[15][20]。
- 家中のどの部屋の机にもシェイクスピアの本が数冊置かれており、「朝起きてシェークスピアを読む、寝床に入ってシェークスピアを読む」「年を取って眼が見えなくなったら好きな文章を暗誦出来る様にしておきたい」と言う程にシェイクスピアに傾倒し、会話や文章の中にもシェイクスピアの文を活用するほどにシェイクスピアの造詣が深かった[20][21]。
- 一度良いと思うと多少のことでは変えない頑固な性格で、気に入った店は床屋でも靴屋でも引っ越して遠くなっても電車に乗って通うほどであった[22]。
- 自ら心機一転を図る手段として、自著に書く自身の名前の英語綴りを“Ijichi”、“Idichi”、“Idditti”、“Iddittie”などとよく変えていた[23]。
- 学制改革以降の新制大学時代において、新制早稲田大学商学部の基礎は学部長であった伊地知によって建てられた[12]。

## 家族
- 妻：モリ - 瀬戸山清彦の長女[24]
- 次女：庸子 - 宮澤喜一の妻[25]。

## 著書

### 単著

#### 和書
- 『倫敦名所図会』研究社、1918年5月。 NCID BA35811557。
  - 『倫敦名所図会』（第3版）研究社、1919年9月。全国書誌番号:43028421。
- 『商業英語の研究』英語英文学刊行会〈英語英文学講座 第2 語学篇 第2〉、1934年11月。 NCID BA44607165。全国書誌番号:46079870。
- 『貿易英語』冨山房、1943年7月。 NCID BN13951612。全国書誌番号:46021594。
  - 『貿易英語』（改訂版）冨山房、1949年。全国書誌番号:49003510。
- 『英文修業五十五年』研究社出版、1956年12月。 NCID BN10321061。全国書誌番号:57001836。
- 『商業英語概説』南雲堂、1958年1月。 NCID BB29457177。
- 『大学の商業英語』南雲堂、1958年6月。 NCID BN09495677。全国書誌番号:58012923。

#### 洋書
- My London year. Eigo Kenkyusha. (1914). NCID BA08409259
  -  My London year. Kenkyusha. (1922). NCID BA72349013
  -  My London year. Kenkyusha. (1924). NCID BA68326808
  -  My London year (New ed.). Hokuseido Press. (1941). NCID BB14211297
- My New York life. Kenkyusha. (1916). NCID BA26055624
  -  My New York life. Kenkyusha. (1923). NCID BA13650545
  - 「My New York Life（紐育生活）」『第二期初期在北米日本人の記録《北米編》』 47巻、奥泉栄三郎監修、文生書院、2006年11月。ISBN 9784892533273。 NCID BA80813251。全国書誌番号:21198655。
- My English diary. Kenkyusha. (1918). NCID BA70586233
- England revisited. Kenkyusha. (1921). NCID BA12187161
- America revisited. Kenkyusha. (1922). NCID BA1186642X
- Business English. Kenkyusha. (1924). NCID BA34130168
  -  Business English (3rd ed.). Kenkyusha. (1927). NCID BA34130940
- Practical business English. Fuzambo. (1925). NCID BA69674719
  -  Practical business English (revised ed.). Fuzambo. (1937). NCID BB16044742
  -  Practical business English. Tomondo. (1949). NCID BA45768454
  -  Practical business English. Tomondo. (1960). NCID BN15527803
- My third visit to London. Waseda University Press. (1933). NCID BA8651677X
- A new text book of business English. Fuzambo. (1933). NCID BB25420175
- Technical terms in foreign trade. Tokyotaibunsha. (1937). NCID BA68938950
- The spring readers. Waseda Press. (1937). NCID BB17869461
  -  The spring readers. (1943). NCID BB17869574
- The life of Marquis Shigenobu Okuma : A maker of new Japan. Hokuseido Press. (1940). NCID BA26164211
  -  The life of Marquis Shigenobu Okuma : a biographical study in the rise of democratic Japan. Hokuseido. (1956). NCID BA11459379
- When two cultures meet : sketches of postwar Japan, 1945-1955. Kenkyusha. (1955). NCID BA18133074
  -  When two cultures meet : sketches of postwar Japan, 1945-1955 (3rd ed.). Kenkyusha. (1960). NCID BA35933995

### 共著
- 伊地知純正、錠者繁晴『英語発音の入門 二十二の単語を基本とせる』有精堂書店、1931年3月。 NCID BC04287325。